# Lan (Tchériba)
Pour les articles homonymes, voir Lan.
Ne doit pas être confondu avec Lan (Léo).
Lan est une commune située dans le département de Tchériba de la province du Mouhoun au Burkina Faso.